# Scelolophia variabilis
Scelolophia variabilis là một loài bướm đêm trong họ Geometridae.